# Djémal Bjalava

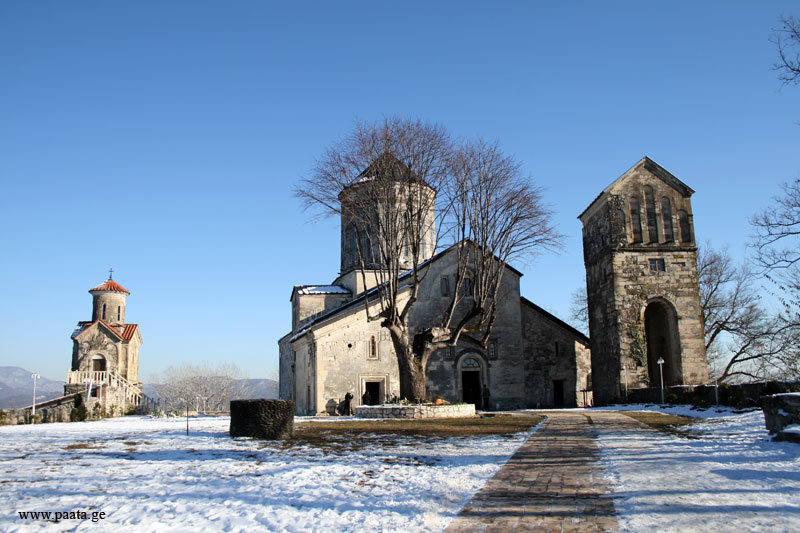
El Monasterio de la localidad de Martvili, donde nació el escultor en 1944.

Djémal Bjalava conocido como Djoti Bjalava ( * 22 de noviembre de 1944 en Martvili ,Georgia) es un escultor georgiano contemporáneo; reside en el sur de Francia.

## Datos biográficos
Djémal Bjalava comenzó a esculpir a la edad de 6 años, los personajes míticos de su país, la antigua Cólquida. Seducido durante la infancia por las leyendas y la mística del Cáucaso, han permanecido presentes en su obra a lo largo de toda su carrera artística. Fue descubierto por mecenas de la antigua URSS, y fue enviado a Moscú para continuar sus estudios de arte. Muy apegado a sus raíces, sólo permaneció durante un año en la capital rusa, regresando a Tiflis, donde se matriculó en la Academia de Bellas Artes.
De 1965 a 1974 estudió en la Escuela de Bellas Artes y la Facultad de Tiflis de escultura (madera y metal, y mármol y piedra), y luego decidió retirarse a trabajar solo en las quebradas de la región del Cáucaso, donde dio rienda suelta a su inspiración. Desafiando los elementos, durante 4 años esculpió monumentales figuras en las paredes de granito y diabasa del Cáucaso.
Algún tiempo después se reunió con el Patriarca de Georgia Elías II y con el respaldo de la Iglesia Ortodoxa, realizó un pedido de obras monumentales (cruces, santos, bustos etc .. ) aunque Djemal Bjalava no se vio limitado por las rígidas restricciones artísticas milenarias de la Iglesia de Oriente. Durante esos años también expuso en Berlín, Moscú y Tiflis. En 1991, en el colapso total de la Unión Soviética, conoció a Camille Masson, se trasladó a Francia, y ambos artistas exponen juntos desde entonces. Instalado en el Aude, donde tiene su estudio, vive rodeado por su familia, su mármol y las aves.
Tiene obras monumentales instaladas en diferentes lugares, como la Abbaye de Bon Repos (Côtes d'Armor), Caunes Minervois (Aude), Uzès, - Ondarroa (Vizcaya- España)
, Guignicourt (Reims).